# Ciclo gerador de gás

O ciclo gerador de gás num foguete. Uma parte do combustível e do oxidante é queimado separadamente para acionar as turbinas de pressurização e depois descartado.

O ciclo gerador de gás é um ciclo de produção de força num motor de foguete de combustível líquido. Uma parte dos propelentes é queimada num gerador de gás, e o gás quente resultante é usado para acionar as turbinas do motor, e depois descartado. Porque nesse processo, alguma coisa é  "jogada fora", esse tipo de motor é conhecido também como sendo de ciclo aberto.[carece de fontes?]
No ciclo gerador de gás, existe um desperdício intrínseco, mas ganha-se em simplicidade. Na prática, isso significa ter uma pequena câmara de combustão separada dentro do motor, que não faz nada além de produzir gazes para acionar a turbina conectada às bombas de combustível. Quando comparada com a enorme quantidade de propelentes sendo bombeada no motor como um todo, a quantidade "desperdiçada" nesse processo, é ínfima, cerca de 3%.